# Mirelle Fortuin
Mirelle Fortuin (1969) is een voormalig Nederlands korfbalster. Zij won 4 maal de prijs van Beste Korfbalster, 4 zaalkorfbaltitels met Deetos en 3 Europacups. Ze was ook een speelster van het Nederlands korfbalteam.

## Deetos
Fortuin was een belangrijke speelster bij Deetos uit Dordrecht in de jaren '90. Ze maakte deel uit van een succesvolle groep spelers, zoals Hans Leeuwenhoek, Oscar Mulders en Jacqueline Haksteen.
Ze werd 4 maal landskampioen in de zaal en won 3 keer de Europacup. Op persoonlijk vlak deed ze ook goede zaken, want ze won 4 keer de prijs van Beste Korfbalster. 
De finale van 1995 moest zij vanaf de tribune bekijken; ze was geschorst in de kruisfinales. In 1996 stopte zij als speelster.

## Erelijst
- Landskampioen zaalkorfbal, 4x (1991, 1993, 1994 en 1995)
- Europacup zaalkorfbal, 3x (1993, 1994 en 1996)

## Individuele prijzen
- Beste Korfbalster, 4x (1990, 1992, 1993 en 1995)

## Oranje
Fortuin was een onderdeel van het Nederlands Team. Ze speelde 22 officiële interlands, waarvan 6 op het veld en 16 in de zaal.
Namens Oranje won ze goud op het WK van 1995.

## Coach
Na haar carrière als speelster werd Fortuin coach. Zo was ze van 1996 t/m 1998 coach van Albatros A1.
Met deze ploeg haalde ze de landelijke finale.